# CA Bizertin
Club Athlétique Bizertin (în arabă النادي الرياضي البنزرتي), prescurtată în mod uzual ca și CA Bizertin sau CAB, este un club de tunisian de fotbal din orașul Bizerte. În prezent, echipa joacă în Liga Profesionistă 1 din Tunisia – este primul eșalon din punct de vedere ierarhic a fotbalului tunisian.
Este prima echipă din Tunisia care câștigă o cupă africană la 3 decembrie 1988, pe stadionul olimpic El Menzah din Tunis.

## Palmares și statistici

### Titluri și trofee
| Competiții Naționale | Competiții Continentale |
| - Campionatul Tunisian (4) : - Campioni : 1945, 1946, 1949, 1984. - Vice-campioni : 1992, 1999, 2012. - Cupa Tunisiei (3) : - Câștigători : 1982, 1987, 2013. - Finalistă : 1948, 1951, 2007. - Supercupa Tunisiei (1) : - Câștigători : 1984. - Finalistă : 1987, 2019. - Cupa Ligii (1) : - Câștigători : 2004. - Finalistă : 2005. | - Cupa Campionilor Cluburilor Arabe : - Semifinala (1) - 1994 - Cupa Confederației CAF : - Semifinala (1) : 2013. - Cupa Cupelor CAF : - Câștigători (1) - 1988. - Cupa CAF : - Semifinala (1) : 1992. |

### Finala
| Finala jucată de Bizertin în Cupa Cupelor a Africii | Finala jucată de Bizertin în Cupa Cupelor a Africii | Finala jucată de Bizertin în Cupa Cupelor a Africii | Finala jucată de Bizertin în Cupa Cupelor a Africii | Finala jucată de Bizertin în Cupa Cupelor a Africii |
| Finala Câștigată                                    | Finala Câștigată                                    | Finala Câștigată                                    | Finala Câștigată                                    |                                                     |
| Anul                                                | Finalistă                                           | Scor                                                | Adversar                                            |                                                     |
| --------------------------------------------------- | --------------------------------------------------- | --------------------------------------------------- | --------------------------------------------------- | --------------------------------------------------- |
| 1988                                                | CA Bizertin                                         | 1 - 0                                               | Ranchers Bees                                       |                                                     |

## Referință
1. ↑  „Stadioane din Tunisia”. 26 ianuarie 2004.
2. ↑  „Tunisia - Lista Campionilor”. 9 decembrie 2020.
3. 1 2 3  „Tunisia - Lista câștigătorilor Cupei”. 29 septembrie 2020.
4. ↑  „Cupa Cupelor Africane”. 3 martie 2016.